# موريتز تومسن
موريتز تومسن (بالإنجليزية: Moritz Thomsen)‏ هو كاتب أمريكي، ولد في 3 أغسطس 1915 في سياتل في الولايات المتحدة، وتوفي في 1991 في غواياكيل في الإكوادور.